# Polizeiruf 110: Die Abrechnung
Die Abrechnung ist ein deutscher Kriminalfilm von Peter Vogel aus dem Jahr 1977. Der Fernsehfilm beruht auf Hasso Magers Roman Bartuschek ist nicht mehr da und erschien als 49. Folge der Filmreihe Polizeiruf 110.

## Handlung
Ermittler Jürgen Hübner ist im Gefängnis, um mit Fred Schneidereit zu sprechen. Der hat einen Antrag auf vorzeitige Haftentlassung gestellt, doch erkennt Jürgen Hübner bei ihm auch nach jahrelanger Haft keine Einsicht. Stets sollen die anderen schuld sein, und Fred glaubt, nur in eine Sache hineingerutscht zu sein. Jürgen Hübner verlässt Fred schon nach kurzer Zeit. Der beginnt, die Ereignisse, die zu seiner Verurteilung geführt haben, zu rekapitulieren.
Fred wurde nach dem frühen Tod seiner Eltern von seinem kriminellen Bruder Karl-Heinz großgezogen. Dieser lebt jetzt in Westdeutschland. Fred lernt die junge Vera kennen. Sie kommt gerade aus der Haft und hat keine Bleibe. Fred nimmt sie mit zu sich und kurze Zeit später heiraten beide. Sie beziehen eine neue Wohnung und sind gerade beim Einrichten, als Vera Fred eine hypothetische Frage stellt. Sie hat einst ihrer schwangeren Schwester Sophia, die von ihrem Freund sitzengelassen wurde, den Tipp gegeben, ihren in sie verliebten Vorgesetzten Dr. Bartuschek zu heiraten und ihm das Kind als seines zu präsentieren. Dies ist 17 Jahre her. Sophia Bartuschek hat Vera damals etwas Schweigegeld gegeben. Von Fred will Vera nun wissen, wie sein Bruder die Situation ausgenutzt hätte. Fred stellt fest, dass Karl-Heinz Sophia erpresst und monatlich eine eher geringe Summe von Sophia eingefordert hätte. Sophia hätte nicht geredet, weil das vom Postboten übergebene Geld quittiert worden wäre und diese Quittungen wiederum Dr. Bartuschek hätten übergeben werden können.
Zu Freds Entsetzen übernimmt Vera die Erpressungsstrategie, und Sophia beginnt, unter Druck gesetzt, zu zahlen. Wenig später wird Vera zur Leiterin der Casino-Küche des Instituts ernannt, an dem auch Bartuschek arbeitet. Sie veruntreut Geld, da eine Inventur schon seit geraumer Zeit nicht stattgefunden hat. Viermal kann sie so mehrere Tausend Mark entwenden, bis das Familienkonto auf fast 10.000 Mark angewachsen ist. Das Geld wiederum legt Vera auf ihrem Sparbuch an, das noch auf ihren Geburtsnamen läuft. Auf Freds Veranlassung hin übergeben beide das Sparbuch Sophia zur Aufbewahrung. Als am Institut die Inventur stattfindet und der hohe Fehlbetrag festgestellt wird, will Fred das Sparbuch zur Sicherheit wieder von Sophia abholen, doch hat die das Buch bereits an ihren Mann übergeben. Bartuschek erfährt von Sophia zudem, dass Gert nicht sein Sohn ist. Vera soll sich nun innerhalb von 24 Stunden der Polizei stellen. Andernfalls will Dr. Bartuschek das Sparbuch an die Staatsanwaltschaft schicken; in den Fall selbst will er nicht verwickelt werden. Fred geht zu ihm und will ihn erpressen. Er droht, Gert von seinem wirklichen Vater zu berichten und Bartuscheks Kollegen von dessen Nicht-Vaterschaft zu unterrichten. Als sich Dr. Bartuschek wütend auf Fred stürzt und ihn würgt, ersticht Fred ihn mit einem Brieföffner. Ihm gelingt danach die Flucht. Da am Institut Vera bereits wegen Veruntreuung von Geld unter Verdacht und im Visier der Polizei stand, findet Jürgen Hübner die Verbindung von Mord und Veruntreuung: Sophia arbeitete vor ihrer Heirat als Bartuscheks Sekretärin, sodass ihr Geburtsname bekannt ist. Veras Geburtsname wiederum steht in ihrer Kaderakte. Vera wird vorläufig festgenommen. Bei ihrer anschließenden Befragung übergibt Sophia den Ermittlern das Sparbuch. Vera und Fred werden verhaftet und zu Gefängnisstrafen verurteilt.
In der Rückschau erkennt Fred schließlich, dass er selbst schuld an seinen Verfehlungen ist. Den Brief an den Staatsanwalt, mit der Bitte um vorzeitige Haftentlassung, wird er vollkommen neu verfassen.

## Produktion
Die Abrechnung wurde vom 23. Januar bis 7. März 1977 unter dem Arbeitstitel Ungleiche Schwestern in Dresden, Berlin, Radebeul, Stendal und Bad Saarow gedreht. Zu sehen sind unter anderem die Ruinen des Dresdner Schlosses und des benachbarten Taschenbergpalais. Die Unterhaltung von Fred und Vera auf dem Kirchturm wurde auf der Berliner Sophienkirche gedreht. Die Kostüme des Films schuf Ursula Wolf, die Filmbauten stammen von K.P.M. Wulff. Der Film erlebte am 4. September 1977 im 1. Programm des Fernsehens der DDR seine Fernsehpremiere. Die Zuschauerbeteiligung lag bei 52,3 Prozent.
Es war die 49. Folge der Filmreihe Polizeiruf 110. Oberleutnant Jürgen Hübner ermittelte in seinem 21. Fall und Leutnant Vera Arndt in ihrem 33. Fall. Die Kritik schrieb, dass im Film „die Frage der individuellen Schuld zum beherrschenden Thema“ wird. Die Handlung sei „grob konstruiert, glaubhaft wird sie durch die Darstellung von Thein und Alex, die das allmähliche ‚Reinschlittern‘ in das Verbrechen überzeugend vorführen“.